# Домарадский, Игорь Валерианович
И́горь Валериа́нович Домара́дский (22 декабря 1925, Москва — 8 февраля 2009, там же) — советский и российский биохимик и микробиолог, доктор медицинских (1956) и биологических (1972) наук, заслуженный деятель науки Российской Федерации, академик АМН СССР (1991) и РАЕН.

## Биография
Окончил Саратовский медицинский институт в 1947 году. Работал в саратовском институте «Микроб», где изучал биохимию чумного микроорганизма. Директор Иркутского (1957—1964) и Ростовского противочумных институтов (1964—1973).
Принимал активное участие в ликвидации эпидемий холеры в Каракалпакии в 1965 году и на юге России в 1970 и 1971 годах, за что в 1971 году был награждён орденом Ленина. Изучал возможности перекрёстной иммунизации.
В начале 1970-х годов привлечён к советской программе по созданию бактериологического оружия в качестве специалиста по чуме и туляремии. В секретном Оболенске работал над вопросами генетической модификации патогенных микроорганизмов с целью повышения их вирулентности и резистентности к антибиотикам.
Автор 51 изобретения (большинство из них были засекречены) и свыше трёхсот статей. Автор 17 монографий, книг и учебных пособий. В интереснейшей и весьма откровенной книге воспоминаний «Перевёртыш» выражал раскаяние в своей работе над биооружием: 

…существовавший строй вынуждал талантливых и честолюбивых людей искать выход своим силам. Для этого нередко приходилось идти на сделку со своей совестью и добиваться постов, которые могли бы помочь им раскрыть свои таланты или помочь людям достичь каких-то результатов в науке. При этом иногда разбираться в средствах не приходилось…
Похоронен в Москве на Троекуровском кладбище.

## Семья
- Древицкий, Иван Яковлевич (1854—1912) — прадед, российский промышленник, основатель Азово-Черноморского пароходства, почётный гражданин Таганрога.[5]

## Избранные работы
- Домарадский И. В. Очерки патогенеза чумы. — М.: Медицина, 1966. — 272 с. — 3000 экз. (в пер.)
- Домарадский И. В. Возбудители пастереллезов и близких к ним заболеваний. — М.: Медицина, 1971. — 288 с. — 2500 экз.
- Домарадский И. В. Проблемы перекрёстного иммунитета. — М.: Медицина, 1973. — 136 с.
- Домарадский И. В., Голубинский Е. П., Лебедева С. А., Сучков Ю. Г. Биохимия и генетика возбудителя чумы / АМН СССР. — М.: Медицина, 1974. — 168 с. — 3000 экз.
- Домарадский И. В. Чума: современное состояние, гипотезы, проблемы / Саратовский государственный медицинский университет. — Саратов: Изд-во СГМУ, 1993. — 128 с.
- Домарадский И. В. [www.pseudology.org/chtivo/Perevertysh/1.htm Перевёртыш]. — М., 1995.
- Домарадский И. В. Чума: К 100-летию противочумной службы России. — М.: Медицина, 1998. — 176 с. — ISBN 5-225-04483-2.
- Исаков В. И., Домарадский И. В. Хеликобактериоз. — М.: Медпрактика-М, 2003. — 412 с. — 4018 экз. — ISBN 5-901654-47-1. (в пер.)
- Домарадский И. В. Основы вирусологии для экологов: Монография / Под ред. акад. РАЕН В. А. Алёшкина. — М.: ЛексЭст, 2007. — 80 с. — ISBN 5-901638-69-7.
- Домарадский И. В., Градова Н. Б. Очерки микологии для экологов / Под ред. чл.-корр. РАН и акад. РАМН И. Б. Ушакова. — М.: Истоки, 2007. — 80 с.